# Barlow (Oregon)
Barlow és una població dels Estats Units a l'estat d'Oregon. Segons el cens del 2000 tenia 140 habitants.

## Demografia
Segons el cens del 2000, Barlow tenia 140 habitants, 40 habitatges, i 33 famílies. La densitat de població era de 900,9 habitants per km².
Dels 40 habitatges en un 47,5% hi vivien nens de menys de 18 anys, en un 77,5% hi vivien parelles casades, en un 5% dones solteres, i en un 17,5% no eren unitats familiars. En el 12,5% dels habitatges hi vivien persones soles el 7,5% de les quals corresponia a persones de 65 anys o més que vivien soles. El nombre mitjà de persones vivint en cada habitatge era de 3,5 i el nombre mitjà de persones que vivien en cada família era de 3,79.
Per edats la població es repartia de la següent manera: un 32,9% tenia menys de 18 anys, un 8,6% entre 18 i 24, un 28,6% entre 25 i 44, un 19,3% de 45 a 60 i un 10,7% 65 anys o més.
L'edat mediana era de 34 anys. Per cada 100 dones de 18 o més anys hi havia 104,3 homes.
La renda mediana per habitatge era de 41.250$ i la renda mediana per família de 46.250$. Els homes tenien una renda mediana de 35.156$ mentre que les dones 37.917$. La renda per capita de la població era de 14.431$. Aproximadament el 5,4% de les famílies i el 3,5% de la població estaven per davall del llindar de pobresa.

## Poblacions més properes
El següent diagrama mostra les poblacions més properes.